# The Standing Stones
The Standing Stones est un jeu vidéo de rôle développé par Peter Schmuckal et Dan Sommers et publié par Electronic Arts en 1983 sur Apple II avant d’être porté sur Commodore 64. Le jeu a pour thème la légende arthurienne et la quête du Graal. Le joueur incarne un héros ayant la capacité de lancer des sortilèges de magiciens ou de prêtre . Celui-ci est caractérisé dans cinq domaines : le courage qui détermine son efficacité au combat, l’intelligence et la piété qui détermine sa capacité à lancer des sorts, l’agilité et les points de vie. Après avoir créé son personnage, le joueur peut accéder au premier niveau du jeu. En explorant celui-ci, il affronte différents types de monstres qu’il combat au corps-à-corps ou à l’aide de ses sortilèges. Tous les monstres ne sont cependant pas agressifs. Certains peuvent ainsi être soudoyés alors que d’autres sont amicaux et offrent parfois un cadeau au héros. En tuant ses ennemis, le joueur peut collecter de l’or et accumuler de l’expérience, qui lui permet d’améliorer les caractéristiques de son personnage. Il peut à tout moment ressortir du donjon pour soigner ses blessures ou se guérir d’un empoisonnement.

## Accueil
| The Standing Stones |      |       |
| Média               | Pays | Notes |
| Computer Gamer      | GB   | 4/5   |
| Zzap!64             | GB   | 62 %  |